# Avalanch

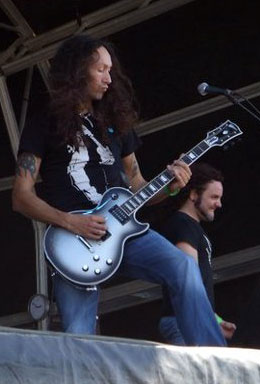
Dany León

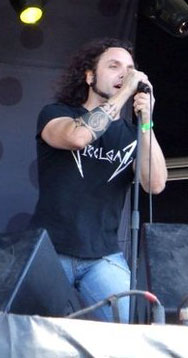
Ramón Lage

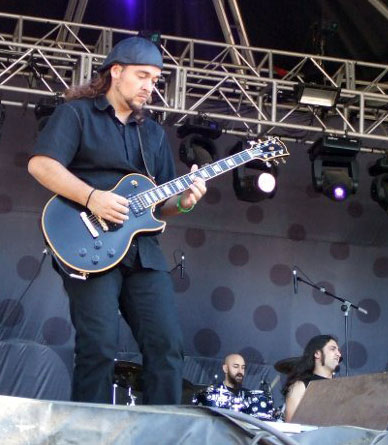
Alberto Rionda

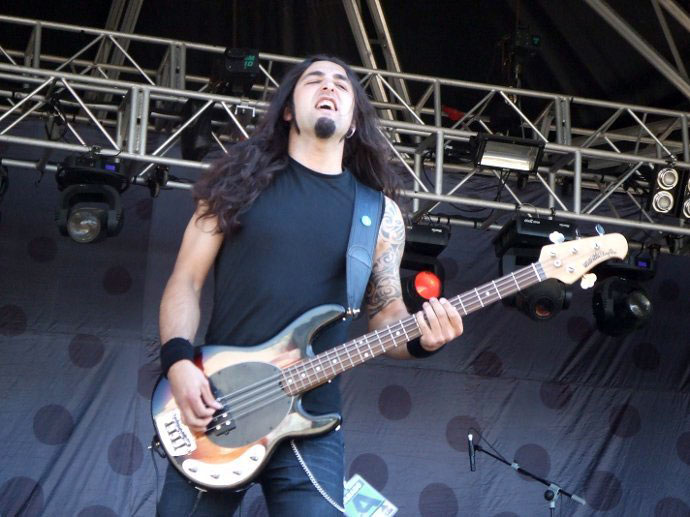
Francisco Fidalgo

Avalanch ist eine Progressive-Metal-Band aus Asturien (Spanien), die 1993 von dem Gitarristen Alberto Rionda gegründet wurde.

## Diskografie

### Alben
| Jahr | Titel                   | Höchstplatzierung, Gesamtwochen, AuszeichnungChartsChartplatzierungen (Jahr, Titel, Platzierungen, Wochen, Auszeichnungen, Anmerkungen) | Anmerkungen |
| Jahr | Titel                   | ES | Anmerkungen |
| ---- | ----------------------- | --- | ----------- |
| 2005 | El hijo pródigo         | ES47 (3 Wo.)ES |             |
| 2008 | Caminar sobre el agua   | ES63 (1 Wo.)ES |             |
| 2011 | Malefic Time Apocalypse | ES57 (1 Wo.)ES |             |
| 2018 | Hacia la Luz            | ES38 (2 Wo.)ES | Livealbum   |
| 2019 | El secreto              | ES35 (5 Wo.)ES |             |

Weitere Alben
- Ready to the Glory (1993)
- La llama eterna (1997)
- Eternal Flame (1998)
- Llanto de un héroe (1999)
- Dias de Gloria – Live (2000)
- El ángel caído (2001)
- Los poetas han muerto (2003)
- Las ruinas del Edén (2004)
- Mother Earth (2005)
- Un paso más – Greatest Hits (2005)
- Muerte y Vida (2007)
- El Ladrón de Sueños (2010)
- El ángel caido (2017)

### Singles
- Save me (2000)
- Delirios de grandeza (2001)
- Lucero (2003)
- Las ruinas del Edén (2004)
- Where the Streets Have No Name (2004)
- Alas de cristal (2005)
- Mil Motivos (2010)
- Malefic Time: Apocalypse (2012)

### Coverlieder
- Run to the Hills (Iron Maiden)
- Hell Patrol (Judas Priest)

### Videoalben
- Cien veces (2005)
- Lágrimas negras (2006)
- Caminar sobre el agua – 2CD+DVD (2008)